# Friedrich August Gottlob Berndt

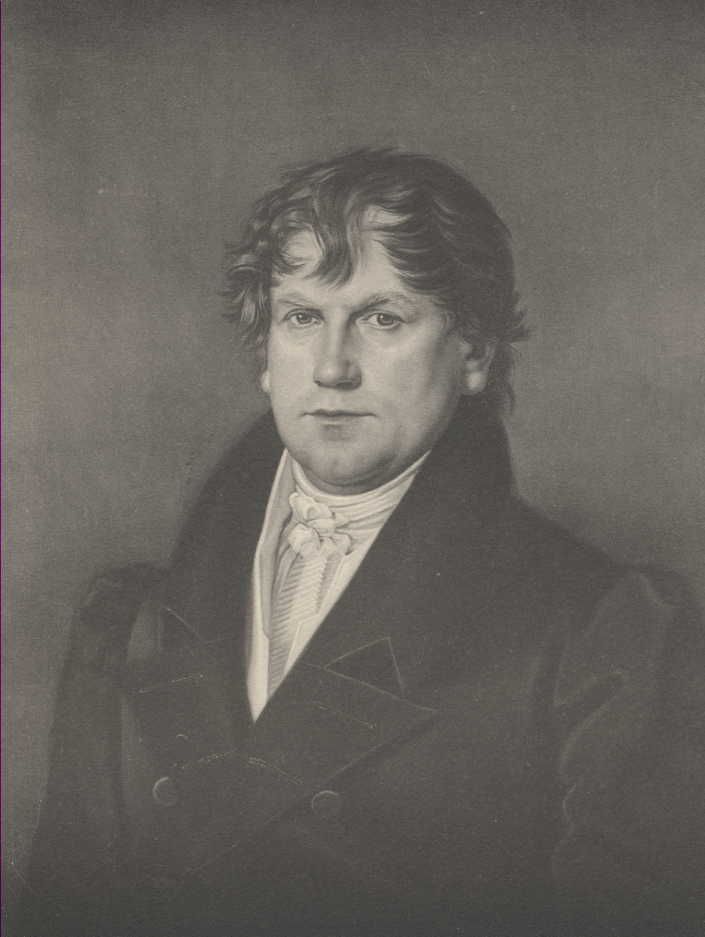
Friedrich August Gottlob Berndt (1832)

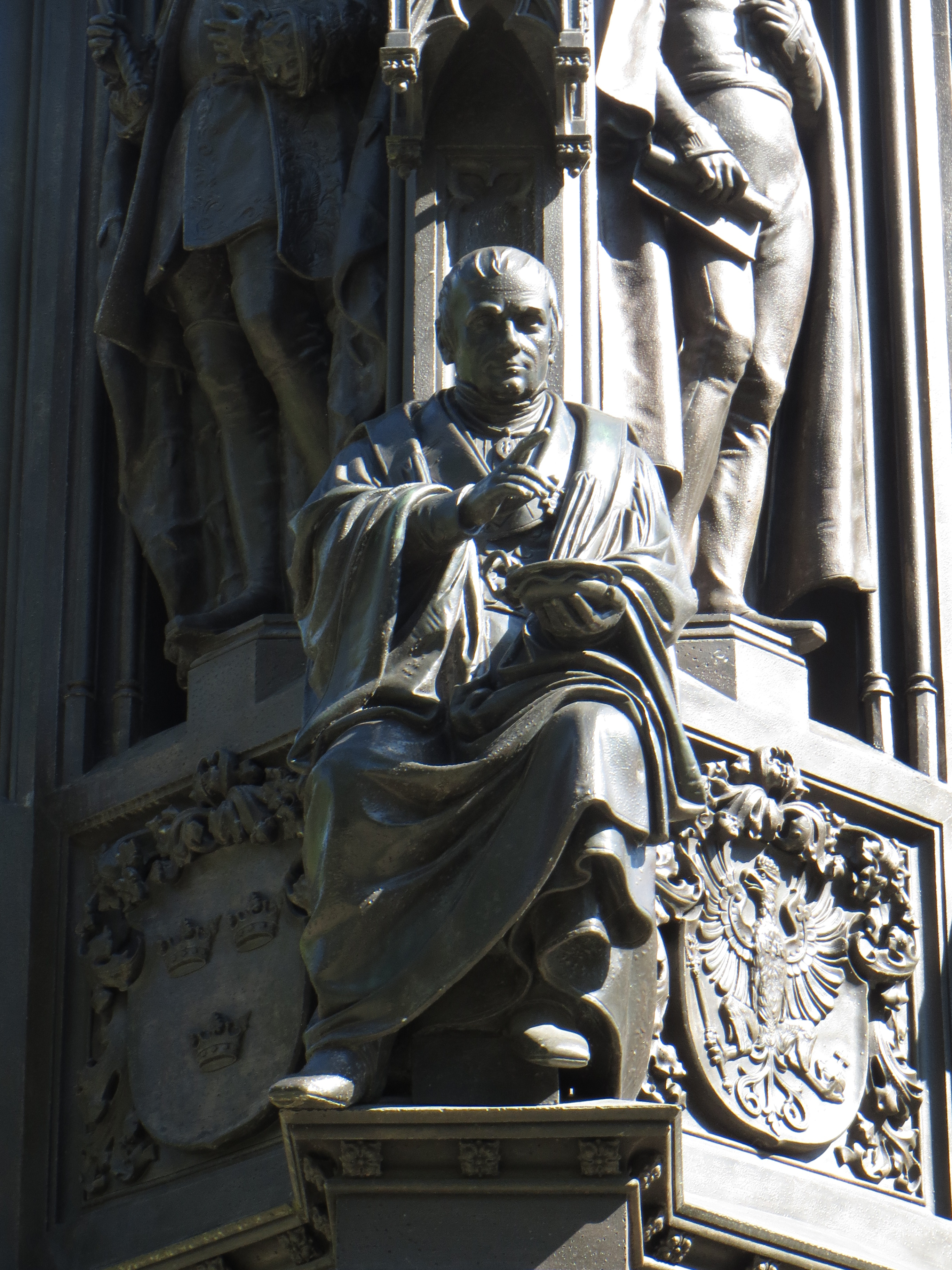
Statue Berndts in Greifswald

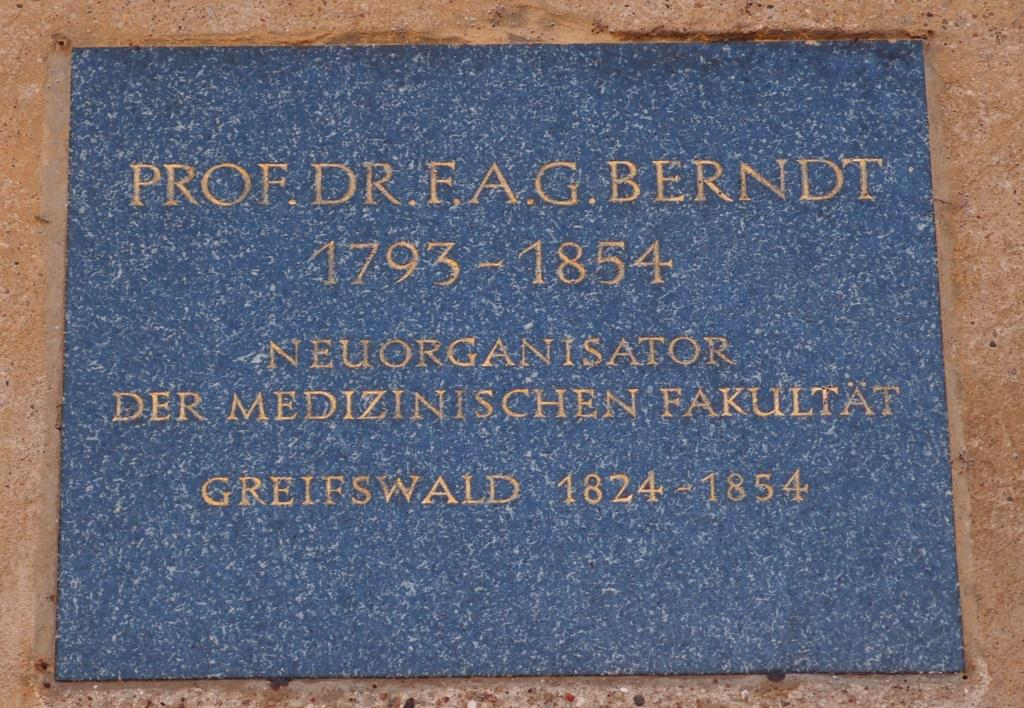
Tafel für F.A.G. Berndt in Greifswald, Domstraße 14

Friedrich August Gottlob Berndt (* 14. Mai 1793 in Nantikow, Kreis Arnswalde, Neumark; † 17. Dezember 1854 in Greifswald) war ein deutscher Mediziner und Hochschullehrer.

## Leben
Friedrich August Gottlob Berndt erlernte das Handwerk des Baders und vervollkommnete seine medizinische Ausbildung bei einem Chirurgen in  Landsberg an der Warthe. Er fand später Aufnahme in der Pépinière und machte als Chirurg 1813/14 den  Feldzug nach Paris mit. Er wurde 1814 an der  Universität Jena promoviert und habilitierte sich ein Jahr später in Landsberg.
1816 wurde Berndt zum Physikus des  Kreises Küstrin ernannt. Seine praktischen und wissenschaftlichen Arbeiten verschafften ihm ein solches Ansehen, dass er nach dem Weggang von Ludwig Julius Caspar Mende an die Georg-August-Universität Göttingen 1824 als Professor der Geburtshilfe und Staatsarzneikunde an die Königliche Universität zu Greifswald berufen wurde. Hier vertrat er zeitweise fast sämtliche Themen der Heilkunde und führte wesentliche Verbesserungen und Erweiterungen der Unterrichts-Institute herbei, während er gleichzeitig eine sehr umfangreiche ärztliche Praxis führte. Nach der wesentlich durch seine Bestrebungen herbeigeführten Rekonstruktion der medizinischen Fakultät wirkte Professor Berndt als klinischer Lehrer der inneren Medizin und der Geburtshilfe bis zum Jahr 1854. Im Frühjahr dieses Jahres erkrankte er an Gicht und starb am Beginn des Folgejahres. In Greifswald war er Mitglied der Freimaurerloge Carl zu den drei Greifen.
An dem 1856 errichteten Rubenow-Denkmal in Greifswald wurde eine Plastik Friedrich Berndts neben den Bildnissen von Johannes Bugenhagen, David Mevius und Ernst Moritz Arndt angebracht.
Sein Sohn Albert Ferdinand Heinrich Berndt (* 1820; † 1879) wurde Jurist und war von 1855 bis 1858 Mitglied des Preußischen Abgeordnetenhauses. Er veröffentlichte 1856 eine Biographie über seinen Vater.

## Dissertation
- De typhi Europaei natura et formis variis. Jena 1814.